# Desa Sukatani (administrativ by i Indonesien, Jawa Barat, lat -6,40, long 107,86)
Desa Sukatani är en administrativ by i Indonesien.   Den ligger i provinsen Jawa Barat, i den västra delen av landet, 110 km öster om huvudstaden Jakarta.